# USS Harvey C. Barnum Jr. (DDG-124)
El USS Harvey C. Barnum Jr. (DDG-124) será el 74.º destructor de la clase Arleigh Burke (Tramo III) de la Armada de los Estados Unidos. Su nombre fue escogido en homenaje al coronel del U.S. Marine Corps Harvey C. Barnum, Jr., combatiente condecorado de la guerra de Vietnam.

## Construcción
Está en construcción en Bath Iron Works (Maine). Fue colocada la quilla el 21 de mayo de 2021.
Se espera que el Harvey C. Barnum Jr. entre en servicio en 2024.